# John Dacyshyn
John Dacyshyn, né le 9 mars 1935, est un ancien joueur canadien de basket-ball.